# Pilker

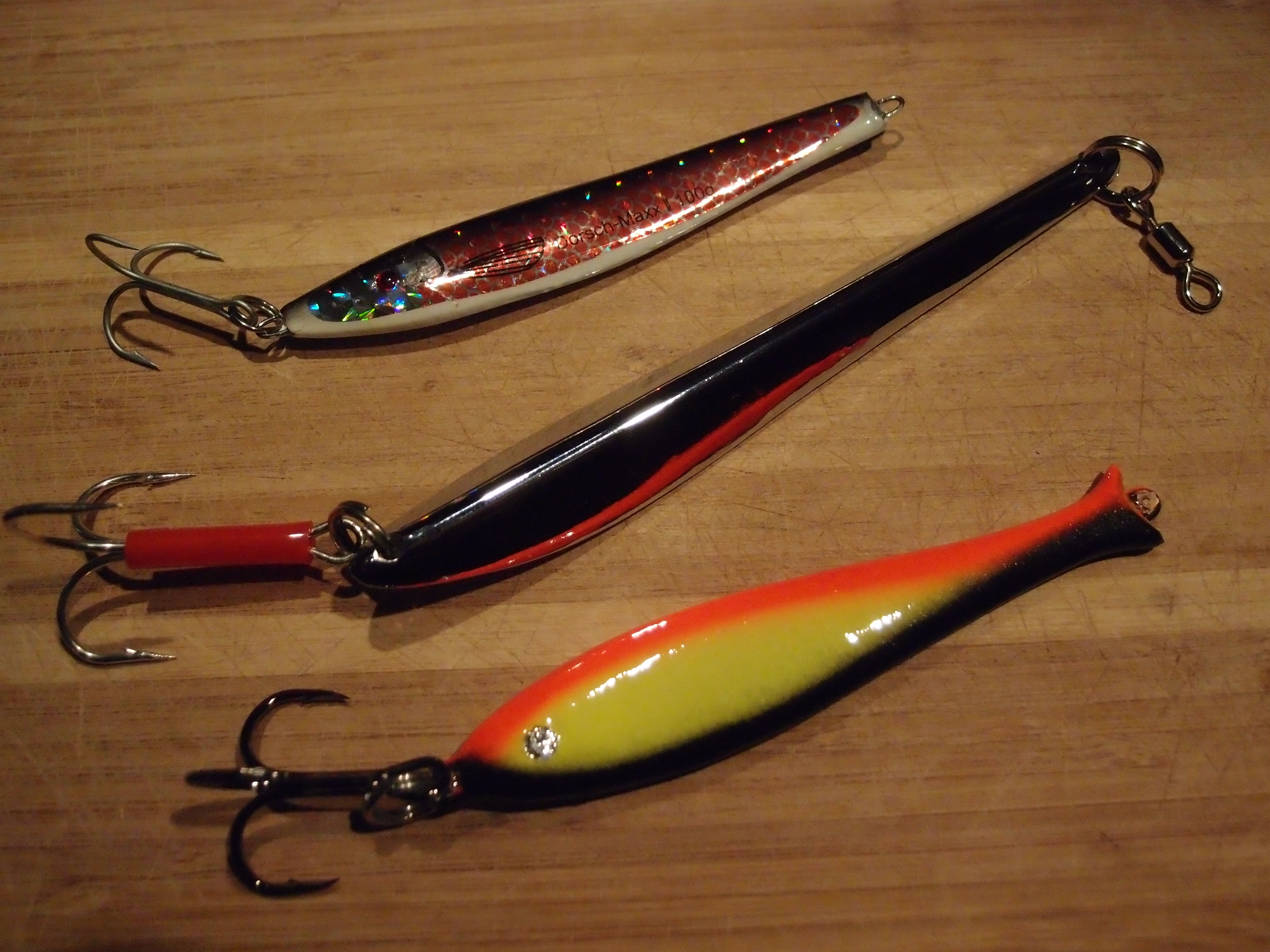
Pilker

Pilker – przynęta stosowana głównie w wędkarstwie morskim.
Przypomina kształtem małe rybki. Obecnie w wielu kształtach i barwach. Pilker uzbrojony jest zazwyczaj w jedną, lub dwie kotwice, często zakończone kolorowymi nitkami, lub sztuczną muchą. Gramatura w przedziale od 40 g do 1 kg.
Połów odbywa się poprzez opuszczanie pilkera do dna i gwałtownym podrywaniu do góry na odległość ok. 1 m od dna, a następnie pozwala się na ponowne opadanie. Większość ryb atakuje w fazie tonięcia, ponieważ pilker kształtem i ruchem imituje chorą rybę. Schwycenie przynęty w fazie tonięcia można rozpoznać po zwiotczeniu linki. To jest czas na naciągnięcie żyłki, linki i mocne zacięcie. Uderzenie pilkra o twarde dno morskie również przyciąga ryby z powodu hałasu i generowanej fali ciśnienia.
Główną zdobyczą podczas łowienia na pilker są dorsze, ale także czarniaki, makrele. Około 80% wszystkich dorszy w Morzu Bałtyckim poławia się metodą pilkingu, reszta na naturalną przynętę.